# Decretals pseudo-isidorianes
Les Decretals Pseudo-Isidorianes (o Decretals Falses) són un conjunt de falsificacions medievals extensives i influents escrites per un erudit (o un grup d'erudits) conegut com el Pseudo-Isidor. Els autors, utilitzant el pseudònim d'Isidor Mercator, eren probablement un grup de clergues francs que escriviren en el segon quart del segle ix. Per defensar la posició dels bisbes contra els metropolitans i les autoritats seculars, van crear documents suposadament autoritzats pels primers papes i documents conciliars.

## Antecedents històrics
L'Imperi Carolingi, al segon quart del segle ix, va establir l'escenari per als falsificadors. Tot i que Lluís I el Piadós va ser deposat pels seus fills a principis de la dècada dels 830, aviat va recuperar el tron. Els arquebisbes i bisbes van jugar papers importants, imposant penitència a Lluís per la seva vida presumptament pecaminosa i preparant el camí per a la seva eliminació. Quan Lluís va recuperar el tron, alguns dignataris de l'església van ser retirats dels seus bisbats i exiliats.

## Contingut
Les Decretals Pseudo-Isidorianes i les cartes fictícies de Climent a Gregori el Gran van ser incorporades a una col·lecció de cànons del segle ix presumptament pel pseudo Isidor Mercator. Les col·leccions de cànons es feien habitualment afegint una matèria nova; els forjadors de la col·lecció del Pseudo-Isidor van prendre com a base del seu treball la Hispana Gallica Augustodunensis, interpolant les seves falsificacions amb el material genuí per proporcionar credibilitat per associació. El Liber Pontificalis es va utilitzar com a guia històrica i va proporcionar algun tema. La col·lecció Pseudo-Isidoriana inclou una falsificació anterior (no pseudo-isidoriana), la Donació de Constantí.
Els textos principals són:
- L'addició de material forjat a una col·lecció espanyola anterior i autèntica amb textos dels concilis i cartes papals dels segles IV al viii. El nom del Hispana Gallica Augustodunensis deriva d'un manuscrit un cop a la ciutat francesa d'Autun (Augustodunum)
- Una col·lecció de legislació falsificada per part dels governants francesos (capitularis), presumptament dels segles vi al ix, la Capitularia Benedicti Levitae, nomenada pel presumpte autor de la introducció de la col·lecció: diaca (en llatí levita) Benedictus. L'autor al·lega que ha completat i actualitzat la col·lecció per l'abat Ansegisus de Fontanelle (mort al voltant del 833)
- Una breu col·lecció sobre el procediment penal, la Capitula Angilramni, presumptament lliurada al bisbe Angilram de Metz pel papa Adrià I
- Una col·lecció de prop de 100 cartes papals, la majoria suposadament escrites pels bisbes de Roma durant els primers tres segles. En el seu prefaci, l'autor s'auto-anomena bisbe Isidorus Mercator (d'aquí el nom del complex). A més de les cartes la col·lecció té una gran quantitat de textos del concili autèntics i parcialment falsificats i de cartes papals dels segles iv al viii. L'autèntic material interpolat es deriva principalment de la Hispana Gallica Augustodunensis.

A més d'aquestes quatre peces principals hi ha altres falsificacions menors del mateix taller:
- Les Excerptiones de gestis Chalcedonensis concilii[1]
- Algunes falsificacions en el manuscrit 132 de Hamilton a la Biblioteca Estatal de Berlín
- La Collectio Danieliana

## Autoria
Gran part del treball s'atribueix a "Isidor Mercator", però això és gairebé amb seguretat un pseudònim creat per unir els noms dels reconeguts erudits eclesiàstics Isidor de Sevilla i Mari Mercator. L'obra probablement es va originar al Regne dels Francs. L'objectiu principal dels compiladors era emancipar els bisbes del poder secular i la influència dels arquebisbes i dels sínodes, en part per exaltar la supremacia papal.
L'autor d'una secció s'identifica a si mateix com a Benet Levita (o "Benet el diaca"). Els seus Capitularia Benedicti Levitae no tracten amb les primeres esglésies i cartes papals tal com ho fan els altres, sinó amb capitularies forjades en matèries religioses i teològiques per part dels governants carolingis (sobretot, Carlemany) que proporcionen la suposada autoritat del falsificador. Encara es desconeix si la Capitularia Benedicti Levitae, estructurada i escrita de forma diferent, va predir lleugerament i va inspirar els autors dels falsos decretals o tots van ser fets simultàniament.
El treball general probablement va ser fet per diversos autors sota el control editorial d'un home docte. Encara que probablement és impossible una determinada identificació dels compiladors i falsificadors, Klaus Zechiel-Eckes ha demostrat que utilitzen els manuscrits de la biblioteca monàstica de Corbie. Zechiel-Eckes ha compilat proves que un abat de Corbie, Paschasius Radbertus (abat 842-847) podria haver estat un dels responsables de les falsificacions. Els compiladors probablement van treballar a la província eclesiàstica de Reims, i el complex estava majoritàriament complet en 847-852; la primera referència coneguda del text va ser el 852. El seu autor principal podria haver estat ordenat il·legalment per Ebbo, arquebisbe de Reims, durant la seva breu i il·lícita reintegració (840-41). Mentre que Zechiel-Eckes ha argumentat per una data de composició en la dècada de 830 o principis de 840, sobre la base de proves centrades en el Concili de Thionville, Eric Knibbs ha defensat recentment una data de composició posterior en la dècada de 840 o en els primers 850, a partir del llenguatge en els decretals que apareixen dirigits a recolzar Ebbo després de la seva traducció al bisbat a Hildesheim en 845.

## Manuscrits
Han sobreviscut setanta-cinc manuscrits del material pseudo-isidorià, que difereixen molt entre ells. Els manuscrits s'han dividit tradicionalment en sis o set grups. El més complet és el manuscrit conegut com a A1 per Hinschius, amb el Vaticanus latinus Ottobonianus 93 de mitjans del segle IX com el seu millor representant. Igualment important és la classe "A/B". El manuscrit original d'aquesta classe ("ms. 442", escrit després de 858) es va conservar a la Biblioteca Beinecke de llibres i manuscrits de la Biblioteca de la Universitat Yale. L'"A/B" és millor representat per Vaticanus latinus 630 (darrer quart del segle ix, del scriptorium de Corbie, i la "versió de Cluny", que també data de mitjans del segle ix.
La classe "A2" també data del segle ix. Exemples destacats d'aquesta classe són el Ivrea Biblioteca Capitolare 83 del nord d'Itàlia i la Biblioteca Vallicelliana D.38 a Roma, de la província eclesiàstica de Reims.
Tres versions més daten del segle xi o XII:
- Hinschius class B (e.g., Boulogne-sur-Mer, Bibliothèque municipale 115/116)
- Hinschius class C (e.g., Montpellier Bibliothèque de l'École de Médecine H.3)
- Una versió que barreja A2 and the Cluny version (e.g., Paris Bibliothèque nationale lat. 5141)

Quina classe de manuscrits és la falsificació genuïna és difícil de determinar. La composició del segle IX de l'A1, l'A/B, la versió de Cluny i A2 pot indicar que els autors circulaven originalment el seu treball en diverses versions diferents per evadir la detecció.

## Edicions
Els esforços per publicar les falsificacions no han tingut èxit, amb la Hispana Gallica Augustodunensis que mai no va ser publicada. Encara que existeixen diverses edicions de la Capitularia Benedicti Levitae, el més recent (Monumenta Germaniae Historica, Leges, folio II, 2, 1831) és escolàsticament inferior a l'edició d'Étienne Baluze de 1677. Les Falses Decretals i la Capitula Angilramni s'han publicat dues vegades, amb l'edició de 1863 de Paul Hinschius criticada per la seva elecció de manuscrits. Hinschius també va imprimir les parts originals i interpolades de la col·lecció mitjançant la reimpressió de versions anteriors de les fonts originals de Pseudo-Isidor, fent que aquesta part de la seva edició no es pugui utilitzar. Els historiadors han de tornar a l'edició de 1525 de J. Merlin, basada en un sol manuscrit del segle xiii i reimprès al volum 130 de la Patrologia Latina de Jacques Paul Migne.

## Influència
Durant 150 a 200 anys, les falsificacions només van tenir un èxit moderat. Tot i que es coneix una quantitat relativament gran de manuscrits del segle IX o del segle X (s'han conservat uns 100 manuscrits més o menys completes de les Falses Decretals, que van tenir lloc del segle IX al XVI), les col·leccions canòniques van prendre poc avís de les Falses Decretals fins a principis del segle xi.
Durant aquest segle, la situació va canviar ràpidament sota l'impuls de la reforma gregoriana i la controvèrsia de la investidura. Impulsat pels moviments de reforma monàstica i els esforços d'alguns emperadors del Sacre Imperi Romanogermànic, un grup de cardenals i una sèrie de papes van intentar netejar l'església d'abusos i alliberar el papat del seu patrocini imperial (que recentment l'havia alliberat de la influència dels nobles romans). Els esforços dels reformadors aviat van entrar en conflicte amb el poder temporal; els bisbes del Sacre Imperi Romanogermànic van ser crucials per al poder dels emperadors, que eren la columna vertebral de la seva estructura administrativa. Aquesta barreja del poder espiritual i temporal era incorrecta, segons els reformadors; sant Pere havia condemnat Simó el Mag (el "Simó" de la simonía), que va intentar comprar el poder espiritual.
Les suposades cartes, presumptament d'alguns dels bisbes romans més venerables, van demostrar que la pràctica dels emperadors contradeien les tradicions més antigues de l'Església. Les col·leccions de lleis canòniques van redescobrir les Falses Decretals, ja que alguns eren en gran part extractes de les falsificacions. Els textos es van utilitzar ara per augmentar l'escrutini dels bisbes, fent-los dependents del papa.
Aquesta situació va prevaler fins a l'any 1140, quan el jurista Gracià va publicar el seu Concordia discordantium canonum (substituint cada vegada més les col·leccions més antigues i aviat considerades com a autoritàries). Encara que Gracià també va utilitzar indirectament textos forjats, el seu treball va acabar amb la influència immediata de les Falses Decretals. Els textos s'havien convertit en una base de la llei processal, però la independència dels bisbes estava cada vegada més restringida per l'Església de Roma.
Durant l'Edat Mitjana, pocs van dubtar de l'autenticitat de les suposades cartes papals. Això va canviar durant el segle xv, quan els estudiosos llatins humanistes com el cardenal Nicolau de Cusa van notar anacronismes estranys (com l'afirmació que Climent I havia basat la preeminència de les esglésies locals sobre la presència d'alts sacerdots pagans). Durant el segle xvi, els historiadors eclesiàstics protestants, com els Centuriadors de Magdeburg (els autors dels "Segles de Magdeburg") van criticar sistemàticament les falsificacions sense reconèixer-les com un complex interconnectat.
La prova final va ser proporcionada pel predicador calvinista David Blondel, que va descobrir que els papes dels primers segles van citar àmpliament autors molt posteriors i va publicar els seus descobriments (Pseudoisidorus et Turrianus vapulantes) el 1628. Encara que els teòlegs catòlics originalment intentaven defensar l'autenticitat de almenys part del material, des del segle xix, cap teòleg greu (o historiador) els ha negat com a falsedats.